# أدريان فوينتيس
أدريان فوينتيس (بالإسبانية: Adrián Fuentes González)‏ هو لاعب كرة قدم إسباني، ولد في 17 يوليو 1996 في مدريد في إسبانيا. لعب مع ديبورتيفو ألافيس ب.

## وصلات خارجية
- أدريان فوينتيس على موقع قاعدة بيانات كرة القدم.إي يو (الإنجليزية)
- أدريان فوينتيس على موقع Soccerway.com (الإنجليزية)